# Chromatica
Chromatica je šesti studijski album američke pjevačice Lady Gage. Album je objavljen 29. svibnja 2020. godine, a objavila ga je diskografska kuća Interscope Records. Gaga je bila izvršni producent, a na albumu je surađivala s dugogodišnjim glazbenicima kao što su BloodPop, Blackpink, Ariana Grande, Elton John, kao i s mnogim producentima koji su joj pomogli da se vrati u svoje dance-pop početke. Chromatica odbacuje akustične melodije s prijašnjih albuma Joanne (2016.) i A Star Is Born (2018.), i vraća zvukove dancea, popa i housea 90-ih. 
Kako bi naglasila eksperimentaciju sa zvukom, Gaga je svoju personu promijenila u cyberpunk-inspiriranu personu.,

## Popis pjesama
| 1.    | »Chromatica I«    | 1:00 |
| 2.    | »Alice«           | 2:57 |
| 3.    | »Stupid Love«     | 3:13 |
| 4.    | »Rain On Me«      | 3:02 |
| 5.    | »Free Woman«      | 3:11 |
| 6.    | »Fun Tonight«     | 2:53 |
| 7.    | »Chromatica II«   | 0:41 |
| 8.    | »911«             | 2:52 |
| 9.    | »Plastic Doll«    | 3:41 |
| 10.   | »Sour Candy«      | 2:37 |
| 11.   | »Enigma«          | 2:59 |
| 12.   | »Replay«          | 3:06 |
| 13.   | »Chromatica III«  | 0:27 |
| 14.   | »Sine from Above« | 4:04 |
| 15.   | »1000 Doves«      | 3:35 |
| 16.   | »Babylon«         | 2:41 |
| 43:08 |                   |      |